# Janis Paige
Janis Paige; właściwie Donna Mae Tjaden (ur. 16 września 1922 w Tacoma w stanie Waszyngton, zm. 2 czerwca 2024 w Los Angeles) – amerykańska aktorka filmowa, teatralna i telewizyjna.

## Kariera
Na początku lat 40. występowała jako piosenkarka w klubie w Los Angeles. Tam wypatrzył ją łowca talentów z wytwórni Warner Bros. i podpisał z nią kontrakt. Debiutowała w komedii muzycznej Ślicznotki w kąpieli w 1944. I właśnie w tego rodzaju filmach odniosła swoje największe sukcesy. Próbowała również swoich sił występując w filmach dramatycznych, jednak nie spotkały się one z uznaniem. Po tych niepowodzeniach na początku lat 50. porzuciła Hollywood i poświęciła się karierze scenicznej na Broadwayu i występom jako piosenkarka kabaretowa na terenie całych Stanów. Po kilku latach przerwy powróciła do ról filmowych. Najsłynniejsze z jej ówczesnych kreacji to drugoplanowe role w filmach: Jedwabne pończoszki (1957) i Nie jedzcie stokrotek (1960). Od początku lat 70. ograniczyła swoje filmowe występy. Później pojawiła się gościnnie w kilkudziesięciu serialach telewizyjnych; m.in. przez 3 lata grała w telenoweli Santa Barbara. Można ją było zobaczyć także w takich produkcjach jak: Ścigany, Columbo, Aniołki Charliego, Statek miłości, Wyspa Fantazji, Capitol, Szpital miejski czy Karolina w mieście. Po raz ostatni pojawiła się na ekranie w 2001 w jednym z odcinków serialu Sprawy rodzinne.

## Życie prywatne
Była trzykrotnie zamężna. Nie miała dzieci.

## Filmografia
- Ślicznotki w kąpieli (1944) jako Janis
- W niewoli uczuć (1946) jako Sally Athelny
- Romans na pełnym morzu (1948) jako Elvira Kent
- Jedwabne pończoszki (1957) jako Peggy Dayton
- Nie jedzcie stokrotek (1960) jako Deborah Vaughn
- Kawaler w raju (1961) jako Dolores Jynson
- Witajcie w Ciężkich Czasach (1967) jako Adah